# Live Scenes from New York
Albums de Dream Theater
Metropolis Part 2: Scenes from a Memory
(1999) Six Degrees of Inner Turbulence
(2002)
Live Scenes From New York est un triple album Live du groupe de metal progressif Dream Theater faisant suite à l'album Metropolis Part 2: Scenes from a Memory. Il a été enregistré, comme son nom l'indique, à New York.
Le groupe Dream Theater interprète la totalité de l'album  Metropolis Part 2: Scenes from a Memory. Egalement présent la première version live et intégrale de A Change of Seasons.
Par pure coïncidence, ce disque live est sorti le 11 septembre 2001, date des célèbres attentats portés contre les États-Unis. Une édition très vite retirée du commerce montre sur la pochette une pomme enflammée, derrière laquelle on reconnait la ville de New York et les tours jumelles. Le contenu musical de cette version ne diffère en rien de la version standard.

## Liste des chansons

### Disque 1
| No  | Titre                                 | Paroles        | Musique       | Durée |
| --- | ------------------------------------- | -------------- | ------------- | ----- |
| 1.  | Regression                            | John Petrucci  | Petrucci      | 2:46  |
| 2.  | Overture 1928                         | (instrumental) | Dream Theater | 3:32  |
| 3.  | Strange Déjà Vu                       | Mike Portnoy   | Dream Theater | 5:02  |
| 4.  | Through My Words                      | Petrucci       | Petrucci      | 1:42  |
| 5.  | Fatal Tragedy                         | John Myung     | Dream Theater | 6:21  |
| 6.  | Beyond This Life                      | Petrucci       | Dream Theater | 11:16 |
| 7.  | John Petrucci & Theresa Thomason solo | (instrumental) | Dream Theater | 3:17  |
| 8.  | Through Her Eyes                      | Petrucci       | Dream Theater | 6:17  |
| 9.  | Home                                  | Portnoy        | Dream Theater | 13:21 |
| 10. | The Dance of Eternity                 | (instrumental) | Dream Theater | 6:24  |

### Disque 2
| No  | Titre                                                                                             | Paroles                   | Musique                   | Durée |
| --- | ------------------------------------------------------------------------------------------------- | ------------------------- | ------------------------- | ----- |
| 1.  | One Last Time                                                                                     | James LaBrie              | Dream Theater             | 4:11  |
| 2.  | The Spirit Carries On                                                                             | Petrucci                  | Dream Theater             | 7:40  |
| 3.  | Finally Free                                                                                      | Portnoy                   | Dream Theater             | 10:59 |
| 4.  | Metropolis Pt. 1: The Miracle and the Sleeper                                                     | Petrucci                  | Dream Theater             | 10:36 |
| 5.  | The Mirror (contient des parties de Lie)                                                          | Portnoy                   | Dream Theater             | 8:15  |
| 6.  | Just Let Me Breathe                                                                               | Portnoy                   | Dream Theater             | 4:02  |
| 7.  | Acid Rain                                                                                         | (instrumental)            | Liquid Tension Experiment | 2:34  |
| 8.  | Caught In A New Millennium (contient des éléments de Paradigm Shift de Liquid Tension Experiment) | LaBrie, Petrucci, Portnoy | Dream Theater             | 6:21  |
| 9.  | Another Day                                                                                       | Petrucci                  | Dream Theater             | 5:13  |
| 10. | Jordan Rudess (solo de clavier avec des éléments de Universal Mind de Liquid Tension Experiment)  | (instrumental)            | Jordan Rudess             | 6:40  |

### Disque 3
| No | Titre               | Paroles        | Musique       | Durée |
| -- | ------------------- | -------------- | ------------- | ----- |
| 1. | Erotomania          | (instrumental) | Dream Theater | 7:22  |
| 2. | Voices              | Petrucci       | Dream Theater | 9:45  |
| 3. | The Silent Man      | Petrucci       | Petrucci      | 5:09  |
| 4. | Learning to Live    | Myung          | Dream Theater | 14:02 |
| 5. | A Change of Seasons | Portnoy        | Dream Theater | 24:35 |

## Personnel
- James LaBrie : Chant, percussions
- John Petrucci : Guitares, chœurs
- John Myung : Basse
- Jordan Rudess : Claviers
- Mike Portnoy : Batterie, chœurs

## Personnel Additionnel
- Theresa Thomason : Choriste invitée sur John & Theresa Solo Spot, Through Her Eyes et The Spirit Carries On
- Gospel Choir : Chorale sur The Spirit Carries On
- Jo Marno : Coordination de la chorale
- Jay Beckenstein : Saxophone soprano sur Another Day
- Kent Broadhurst : L'hypnothérapeute sur Regression, Fatal Tragedy, Finally Free